# استخدام المضادات الحيوية سبثيرابيوتك في الخنازير

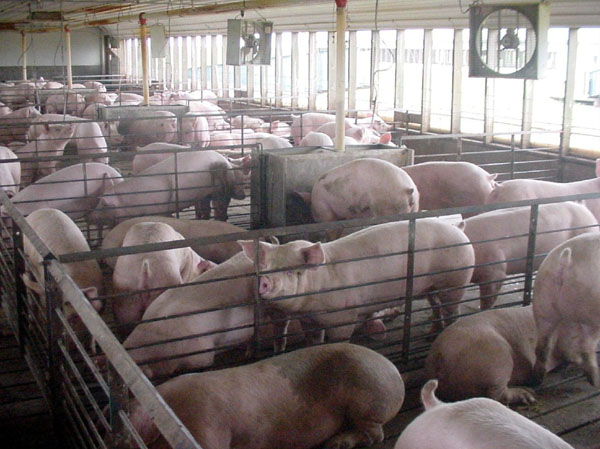

استخدام المضادات الحيوية سبثيرابيوتك في الخنازير (بالإنجليزية: Sub therapeutic antibiotic use in swinm)‏ تستخدم المضادات الحيوية في تجاره إنتاج الخنازير بالولايات المتحدة وفي العالم أجمع فإنها تستخدم في المساعدة في علاج الأمراض والوقاية منها ومكافحتها وتعزيز نمو الخنازير. فعندما يستخدم المضاد الحيوي بغرض تعزيز النمو، فان المضاد الحيوي يعطي بتركيزات قليلة علي فترات طويلة من الزمن. تمت الإشارة إلى التركيزات المنخفضة من تلك المضاد الحيوي ب سبثيرابيوتك (STA)، تعطي كاضافة للأعلاف والمياه والتي تكسب الخنازير الوزن وتغذية ذات جودة عالية عن طريق التغييرات في عمليه الهضم والسيطرة علي المرض. بالإضافة الي أن استخدام (STA) في الخنازير يعزز صحة الحيوانات ويقلل من «كمية الميكروبات» علي اللحوم مما يؤدي إلى انخفاض متوقع في خطر الإصابة بالأمراض المتنقلة عن طريق الطعام. وعلي الرغم من أن فوائد المضادات الحيوية سبثيرابيوتك موثقة بشكل جيد، إلا أن هناك العديد من النقاش والكثير من القلق بشأن تطوير مقاومه المضادات الحيوية الخاصة بالبكتيريا والمرتبطة بها استخدامها.